# ハウクル・ヘイダル・ハウクソン
ハウクル・ヘイダル・ハウクソン（Haukur Heiðar Hauksson、1991年9月1日 - ）は、アイスランド・アークレイリ出身の元プロサッカー選手。元アイスランド代表。現役時代のポジションは、RSB。

## クラブ経歴
2008年に地元クラブでプロキャリアをスタート。2012年シーズン開始前、ウルヴァルステイルトのKRレイキャヴィークに移籍。2014シーズン終了後、AIKソルナと5年契約を結んだ。

## 代表歴
2015年1月19日のカナダとの試合で代表デビュー。
UEFA EURO 2016のメンバーに選ばれた。